# Mabilleodes catalalis
Mabilleodes catalalis là một loài bướm đêm trong họ Crambidae.